# Gourmantché
I Gourmantché (chiamati anche Gurma o Gourma) sono un gruppo etnico africano stanziato principalmente nel nord-est del Ghana, Burkina Faso, nelle zone attorno alla città di Fada N'gourma, nella zona nord del Togo e del Benin e nella zona Sud-ovest del Niger. In totale, si stima possano esserci un numero approssimato di 3 300 000 persone appartenenti a questo gruppo etnico.
Talvolta, si considerano come Gourmantché anche i gruppi Bassarie che vivono nel nord del Togo e nella parte nord del Regno di Dagbon, in Ghana.
Gourmantché, o Gurma, è anche il nome con cui ci si riferisce alla lingua parlata da questo gruppo (conosciuta come bigourmantcheba dai propri parlanti), una particolare lingua classificata come Oti-Volta.